# Матрёнинский, Дмитрий Александрович
Дмитрий Александрович Матрёнинский (1860, Кронштадт — 1920, Ялта) — российский инженер путей сообщения, управляющий Рязанско-Уральской железной дорогой.

## Биография
Родился в Кронштадте 7 февраля 1860 года[по какому календарю?]  в купеческой семье. Начальное воспитание получил в Санкт-Петербурге в пансионате Бибер. Затем окончил второе реальное училище. Поступил в Институт инженеров путей сообщения, который окончил третьим по успеваемости.
Службу начал на строительстве Екатеринбург-Тюменской железной дороге (сверхштатный инженер, производитель работ). Затем работал на Псково-Рижской железной дороге — в службе пути инженером-техником, а впоследствии старшим ревизором и исполняющим обязанности начальника службы движения.
В 1891 году стал начальником участка при сооружении Курско-Воронежской линии Московско-Киево-Воронежской железной дороги. В 1900 году поступил начальником службы пути на только перешедшую из частной в казённую Московско-Ярославско-Архангельскую железную дорогу. С данным периодом совпала деятельность по возведению Московско-Савёловской линии. В 1904 году стал начальником Пермской железной дороги.
В автобиографии, подготовленной для юбилейного сборника инженеров путей сообщения Матрёнинский сообщил: «В конце 1906 года перешёл на Рязанско-Уральскую железную дорогу, на каковой в должности Управляющего дорогою состою и по настоящее время. В чине действительного статского советника с Пасхи 1907 года. Женат с 1901 года, 2 падчерицы и 4 дочери». Женился он 30 июля 1901 года на вдове титулярного советника Лидии Иосифовне Колосовой. В ноябре 1910 года стал участником события на станции Астапово, где умер Л. Н. Толстой; как начальник Рязанско-Уральской железной дороги, к которой относилась эта станция, помог с доставкой из Москвы специального гроба; добился разрешения установить на доме начальника станции Астапово, где скончался писатель, памятной доски и сохранить комнату, где тот умер в качестве мемориальной.
Председатель правления Общества вспомоществова́ния учащимся в училищах и школах Рязано-Уральской железной дороги (на 1909).
В 1912 году получил назначение руководить Обществом Черноморской железной дороги. В 1915–1917 годах был заместителем председателя правления Общества Юго-Восточных железных дорог. Состоял членом инженерного совета Министерства путей сообщения.
В 1918 году он примкнул к деятельности правительства Войска Донского, возглавив отдел путей сообщения (железнодорожный, водный и шоссейный транспорт). После неудачи белого движения на юго-востоке России переехал в Крым, где возглавил Ялтинское управление городского хозяйства по сооружению дорог на южном побережье полуострова. Жил в Ялте на улице Церковная (ныне — улица Льва Толстого).
В ноябре 1920 года не смог эвакуироваться из Крыма из-за болезни и многочисленной семьи. Во время Красного террора в Ялте по решению «тройки» особого отдела ВЧК от 21 декабря 1920 года в числе 204 человек был приговорён к расстрелу.